# Joy Salinas
Joy Salinas é uma banda italiana de eurodance, formada por quatro integrantes. Sua primeira música de trabalho foi "Rockin' Romance", lançada em 1991. Depois veio a canção "The Mistery of Love" no mesmo ano, remixada por Joey Negro. No entanto, foi com a música "People Talk" que se tornaram conhecidos mundialmente.
O primeiro álbum da banda, auto-intitulado, foi gravado no estilo italo house. Uma das músicas foi usada como trilha sonora no filme italiano Vacanze di Natale '91 (sem título em português).
Nos singles seguintes a banda experimentou o estilo eurodance, fazendo sucesso na Europa, sobretudo na França. O álbum "Bip bip" foi lançado em 1993, na Itália.
"Hands off" foi lançado como single, com backing vocals de Karen Jones, Laura Mancini (que também fez backing vocals para a música "People Talk", presente no álbum de mesmo nome, lançado ainda em 1991) e o rapper Melvin Hudson.
O último single foi Calling You Love, em 1995, na França. No mesmo ano, Joy Salinas realizou uma turnê no Brasil, lançando "Deputy of Love".
Em fevereiro de 2008, a vocalista fez uma parceria com o DJ Groovy, na música "Desafinado".